# Slaget vid Kuuterselkä
Slaget vid Kuuterselkä var ett slag under andra världskriget, mellan Finland och Sovjetunionen

## Bakgrund
Den 9 juni 1944 började den sovjetiska storoffensiven mot Finland. Redan den 10 juni kröntes offensiven med framgång efter att Röda armén brutit igenom den finska huvudförsvarslinjen vid Valkasari vid Karelska näset som en följd av ett av andra världskrigets häftigaste artilleribombardemang. De finska förbanden i den främsta försvarslinjen blev beordrade att dra sig tillbaka till den bakre VT-linjen, som nu förklarades vara huvudförsvarslinje. Fältmarskalk Carl Gustaf Emil Mannerheim lösgjorde från sin egen reserv den finska pansardivisionen, som tillfördes den finska 4.armekåren under general Laatikainen. Den 11 juni hamnade pansardivisionens jägarbrigad i strid med sovjetiska gardessoldater vid Polviselkä, varvid 17 sovjetiska stridsvagnar förstördes. Jägarbrigaden förlorade 204 man i striden, vilket motsvarade 9% av dess styrka. Efter striden grupperades pansardivisionen, uppdelad på två platser, som reserv bakom VT-linjen. Den 12-13 juni utförde den sovjetiska armén spaningsanfall mot VT-linjen. 

## Det sovjetiska genombrottet vid Kuuterselkä
Den 14 juni kl 07:00 började det egentliga sovjetiska storanfallet mot VT-linjen. Vid Kuuterselkä avsåg den sovjetiska armén att göra sitt genombrott och man anföll där med den sovjetiska 109:e skyttekåren mot det glest formerade finska regementet IR53, tillhörande den finska 3:e divisionen. Vid 09-tiden var genombrottet ett faktum. Den finska 3:e divisionens chef, generalmajor Pajari, kastade in sin divisionsreserv i striden kl 17:00, men dessa lyckades inte hejda de sovjetiska trupperna och 3. divisionens trupper tvingades dra sig tillbaka 1,5 km från Kuulterselkä by.